# Hypoperigea inornata
Hypoperigea inornata är en fjärilsart som beskrevs av B.C.S Warren 1937. Hypoperigea inornata ingår i släktet Hypoperigea och familjen nattflyn. Inga underarter finns listade i Catalogue of Life.